# Шнорхелите
„Шнорхелите“ (на английски: Snorks) е анимационен сериал, който е продуциран от Хана-Барбера. Излъчени са 4 сезона (с общо 65 епизода) по Ен Би Си от 15 септември 1984 г. до 13 май 1989 г. Повторенията на сериалът продължават да се излъчват от 1987 г. до 1989 г. като част от третия сезон на програмния блок „Фантастичният свят на Хана-Барбера“.

## Озвучаващ състав
| Изпълнител     | Роля                                                   |
| -------------- | ------------------------------------------------------ |
| Майкъл Бел     | Олстар Сийуърди Голямото водорасло                     |
| Би Джей Уорд   | Кейси Келп Малкото водорасло                           |
| Франк Уелкър   | Оки Тутър Великият Шнорхел Норк Финиъс, морската котка |
| Роб Полсън     | Корки Снорки                                           |
| Мици Макол     | Леля Марина                                            |
| Бари Гордън    | Младши Уетуърт Губернатор Уетуърт (сезон 3–4)          |
| Браян Къмингс  | Дими г-н Сийуърди (сезон 3–4)                          |
| Нанси Картрайт | Дафни Гилфин                                           |
| Клайв Ревил    | д-р Галио Сийуърди                                     |
| Рене Обержоноа | д-р Стрейнджхук                                        |
| Франк Нелсън   | Губернатор Уетуърт (сезон 1–2)                         |
| Иди Маклърг    | г-жа Сийботъм г-жа Сийуърди                            |
| Боб Холт       | г-н Сийуърди (сезон 1–2)                               |
| Фредрика Уебър | Уили Уетуърт                                           |

## В България
В България сериалът първоначално е излъчен по Първа програма на Българската телевизия през 1988 г. в рубриката „Лека нощ, деца“ с български дублаж, направен от главна редакция „Кино“ с редактор Лукреция Ганчовска. В него участват Венета Зюмбюлева и Васил Бъчваров.